# Ґуставо Луса
Ґуставо Луса (ісп. Gustavo Luza; нар. 11 жовтня 1962) — колишній аргентинський тенісист.
Найвищу одиночну позицію світового рейтингу — 319 місце досяг 1 серпня 1988, парну — 37 місце — 9 липня 1990 року.
Здобув 5 парних титулів.
Найвищим досягненням на турнірах Великого шолома був півфінал в парному розряді.

## Фінали за кар'єру

### Парний розряд (5–4)
| Результат | W/L | Дата     | Турнір                  | Покриття | Партнер                | Суперники                       | Рахунок       |
| --------- | --- | -------- | ----------------------- | -------- | ---------------------- | ------------------------------- | ------------- |
| Поразка   | 0–1 | Вер 1986 | Женева, Швейцарія       | Ґрунт    | Густаво Тіберті        | Андреас Маурер Єрґен Віндаль    | 4–6, 6–3, 4–6 |
| Поразка   | 0–2 | Лис 1986 | Буенос-Айрес, Аргентина | Ґрунт    | Густаво Тіберті        | Луї Курто Горст Скофф           | 6–3, 4–6, 3–6 |
| Поразка   | 0–3 | Вер 1988 | Женева, Швейцарія       | Ґрунт    | Гільєрмо Перес Рольдан | Мансур Бахрамі Томаш Шмід       | 4–6, 3–6      |
| Поразка   | 0–4 | Сер 1989 | Сан-Марино              | Ґрунт    | Пабло Альбано          | Сімоне Коломбо Клаудіо Медзадрі | 4–6, 1–6      |
| Перемога  | 1–4 | Вер 1989 | Гуаружа, Іспанія        | Ґрунт    | Крістіан Мініуссі      | Серхіо Касаль Томаш Шмід        | 7–5, 5–7, 6–3 |
| Перемога  | 2–4 | Лют 1990 | Гуаружа, Бразилія       | Ґрунт    | Хав'єр Франа           | Луїс Маттар Кассіу Мотта        | 7–6, 7–6      |
| Перемога  | 3–4 | Тра 1990 | Болонья, Італія         | Ґрунт    | Удо Ріглевскі          | Жером Потьє Джим П'ю            | 7–6, 4–6, 6–1 |
| Перемога  | 4–4 | Кві 1991 | Мадрид, Іспанія         | Ґрунт    | Кассіу Мотта           | Луїс Маттар Жайме Онсінс        | 6–0, 7–5      |
| Перемога  | 5–4 | Вер 1992 | Кельн, Німеччина        | Ґрунт    | Орасіо де ла Пенья     | Ронні Ботман Лібор Пімек        | 6–7, 6–0, 6–2 |